# Игор Шестјоркин
Игор Олегович Шестјоркин (рус. Игорь Олегович Шестёркин — Москва, 30. децембар 1995) професионални је руски хокејаш на леду који игра на позиции голмана.
Члан је сениорске репрезентације Русије за коју је на међународној сцени дебитовао на светском првенству 2016. године. На том првенству Шестјоркин је освојио бронзану медаљу.   
Шестјоркин је учествовао на улазном драфту НХЛ лиге 2014. године где је изабран у четвртој рунди као 118. пик од стране екипе Њујорк ренџерси. Професионалну каријеру започео је у сезони 2013/14. у дресу московског Спартака, одакле је након једне сезоне прешао у редове петербуршког СКА. Са екипом СКА освојио је трофеј Гагариновог купа у сезони 2016/17. 